# Суриково
Су́риково (рос. Суриково) — село у складі Курманаєвського району Оренбурзької області, Росія.

## Населення
Населення — 239 осіб (2010; 355 у 2002).
Національний склад (станом на 2002 рік):
- росіяни — 91 %